# Liste der Bürgermeister von Krimpenerwaard
Dies ist die Liste der Bürgermeister der Gemeinde Krimpenerwaard in der niederländischen Provinz Zuid-Holland seit ihrer Gründung am 1. Januar 2015.
| Bürgermeister       | Bürgermeister       | Partei | Partei | Amtszeit  | Anmerkungen   |
| ------------------- | ------------------- | ------ | ------ | --------- | ------------- |
| Tjerk Bruinsma      | Tjerk Bruinsma      |        | PvdA   | 2015–2016 | kommissarisch |
|                     | Roel Cazemier       |        | VVD    | 2016–2022 | [ 2 ]         |
|                     | Pieter Paans        |        | CDA    | 2022      | [ 3 ]         |
| Pauline Bouvy-Koene | Pauline Bouvy-Koene |        | VVD    | 2022–2024 | kommissarisch |
| Hans Beenakker      | Hans Beenakker      |        | VVD    | 2024–     | [ 5 ]         |